# モルフェッタ
モルフェッタ（イタリア語: Molfetta）は、イタリア共和国プッリャ州バーリ県にある、人口約59,000人の基礎自治体（コムーネ）。
バーリ、アルタムーラに次いで県内第3位のコムーネ人口を有する。

## 地理

### 位置・広がり

#### 隣接コムーネ
隣接するコムーネは以下の通り。
- ビシェーリエ
- ジョヴィナッツォ
- テルリッツィ

## 姉妹都市
- ゲルリッツ、ドイツ 1971年
- フリーマントル、オーストラリア 1984年

## 人物

### 著名な出身者
- セルジオ・パヌンツィオ - 20世紀前半の政治思想家。
- ピエロ・デ・パルマ - 20世紀のテノール歌手。